# HMS Nottingham (D91)
Pour les autres navires du même nom, voir HMS Nottingham.
Pour les articles homonymes, voir D91.
Le HMS Nottingham (D91) est le douzième des seize destroyers de Type 42 construits et le dixième des quatorze navires de cette classe mis en service dans la Royal Navy.

Il est baptisé en référence à la ville de Nottingham en Angleterre. Quatrième du nom, il fut lancé le 18 avril 1980 et mis en service le 8 avril 1983. Sa construction coûta 82,1 millions de livres sterling.

## Histoire
Le commandant Nigel Essenhigh y assura son premier commandement à la mise en service du navire. En novembre 2000, d’importantes transformations furent opérées, qui devaient permettre le maintien en opération jusqu’en 2012. Il fut cependant mis en réserve et sorti de service le 11 février 2010.

### Naufrage
Le 7 juillet 2002, le HMS Nottingham heurta Wolf Rock, un rocher submergé mais néanmoins bien cartographié près de l'île Lord Howe, à 200 milles à l’est de l’Australie. L’accident causa un trou de 50 mètres sur le flanc du navire, de l’étrave au pont, inondant cinq de ses compartiments et le navire manqua de peu de couler.
Au moment du naufrage, les conditions météorologiques étaient mauvaises et le capitaine ne se trouvait pas à bord mais à terre, en train de dîner avec le responsable des services maritimes de l’île après que ce dernier eut porté son assistance dans l’évacuation médicale d’un membre de l’équipage.
L’incident eut de larges répercussions médiatiques et deux commandants de la Royal Navy furent exclusivement chargés de gérer les relations avec les médias anglais, australiens et néo-zélandais.
Le 6 août 2002, le HMS Nottingham fut remorqué vers le port de Newcastle, au nord de Sydney.
Le bien-fondé de la décision de réparer le navire demeure controversé. Il fut jugé à l’époque qu’en raisons des transformations apportées peu de temps auparavant, il demeurait plus économique de le remettre à flot que de modifier un autre destroyer type 42 pour en faire un sister-ship.
Après son arrivée à Sydney le 15 octobre 2002, le navire fut placé sur le transporteur de colis lourds MV Swan. Le 28 octobre, il quitta le port de Sydney et parvint à Portsmouth le 9 décembre. Le destroyer HMS Glasgow fut temporairement remis en service pour pallier l’absence du Nottingham, le temps nécessaire à sa réparation.
Le 7 juillet 2003, le HMS Nottingham fut remis à flot. Il appareilla pour la première fois en avril 2004 et retourna en service en juillet 2004. Les opérations de rapatriement et de remise en état coûtèrent 39 millions de livres sterling.
Nonobstant les frais investis après le naufrage, le navire fut placé dans la flotte de réserve à Portsmouth en avril 2008. Il ne navigua plus jusqu’à sa sortie de service le 11 février 2010. Vendu aux enchères, il fut acheté par Leyal Ship Recycling, un déconstructeur naval. Il quitta Portsmouth pour la Turquie à cet effet le 19 octobre 2011.

## Armement
- - 1 système de missiles anti-aériens de 2 Sea Dart GWS30 (22 Sea Dart)
  - 1 canon de marine de 4,5 pouces Mark 8 (en)
  - 2 x 2 canons anti-aériens de 30/70 GCM-A03 Oerlikon
  - 2 canons anti-aériens 20/90 GAM-B01
  - 2 canons anti-aériens 20/70 Oerlikon Mk 7A
  - 2 x 3 tubes lance-torpilles de 324mm STWS 2 TT
  - 1 hélicoptère Westland Lynx embarqué doté de quatre missiles anti-navires et deux torpilles anti-sous-marins.

- Modernisation au milieu des années 1980 : remplacement des 2 canons anti-aérien 20/70 par de 20/90 GAM-B01

- Modernisation en 1987-1989 : suppression des 2 canons 30/75, ajout de 2 x 6 20/76 Mk 15 Phalanx et de 2 DEC laser dazzlers.